# Iosif Dubrowinski
Iosif Fiodorowicz Dubrowinski (ros. Иосиф Фёдорович Дубровинский, ur. 26 sierpnia 1877 we wsi Pokrowo-Lipowcy w guberni orłowskiej, zm. 1 czerwca 1913) – rosyjski rewolucjonista, bolszewik.

## Życiorys
Uczył się w szkole realnej w Kursku, później w Orle, w grudniu 1897 został aresztowany i w listopadzie 1898 skazany na 4-letnie zesłanie do Jarańska w guberni wiackiej. W 1898 wstąpił do SDPRR, w 1902 został przesiedlony do Astrachania, później zwolniony z zesłania. Od 23 sierpnia 1903 do 22 lutego 1905 był członkiem KC SDPRR, 22 lutego 1905 został aresztowany i następnie zwolniony, we wrześniu 1906 ponownie aresztowany i w lutym 1907 zwolniony, w marcu 1907 aresztowany i wysłany za granicę, gdzie 1 czerwca 1907 ponownie wszedł w skład KC SDPRR i został członkiem emigracyjnego Rosyjskiego Biura KC SDPRR (do 1910). Po powrocie do Rosji, w listopadzie 1908 został aresztowany i skazany na zesłanie do Wołogdy i Solwyczegodska, skąd zbiegł za granicę i w 1910 wrócił do Rosji. W czerwcu 1910 został aresztowany i skazany na zesłanie, gdzie utonął w Jeniseju.